# Chloropteryx fontana
Chloropteryx fontana là một loài bướm đêm trong họ Geometridae.